# Piano Pleyel
El piano Pleyel es una pieza destacada de la colección del Museo del Romanticismo en Madrid. Se trata de un piano fabricado por la casa parisina Pleyel, fábrica de pianos fundada por Ignace Joseph Pleyel, compositor y alumno de Joseph Haydn y en su tiempo una de las más famosas fábricas que proveyó a numerosas casas reales y familias aristocráticas de Europa.
Fue donado al museo en 1959 por el infante don Alfonso de Orleans y Borbón, nieto de la reina Isabel II, gran aficionada a la música. Se conservan otras piezas de este fabricante, adquiridas bajo su reinado cuyo propietario es Patrimonio Nacional, uno de ellos en el Palacio de los Borbones de San Lorenzo de El Escorial y otros tres en el Palacio de Aranjuez. Uno de estos ejemplares de Aranjuez es muy similar a la pieza que conserva el Museo del Romanticismo, lo que permite datar a esta último en algún año algo posterior a 1863.
La pieza de la colección del Museo del Romanticismo es un piano de cola, chapeado en maderas nobles con motivos romboidales y molduras en madera de palosanto y ébano. En la tapa del teclado tiene un escudo real envuelto en una corona de laurel; este detalle lo identifica como pertenencia de la reina Isabel II. 